# Acrocercops melanocosma
Acrocercops melanocosma är en fjärilsart som beskrevs av Edward Meyrick 1920. Acrocercops melanocosma ingår i släktet Acrocercops och familjen styltmalar. Inga underarter finns listade i Catalogue of Life.